# HANSEtec
HANSEtec（ハンステック）は、木製の梁とプラスチックのねじとボルトで構成される「ねじシリーズ」と木製の板とプラスチックのダボとボルトで構成される「とんかちシリーズ」で展開されたデンマークの組み立ておもちゃブロックである。デンマークでは「BILOfix」の名前で、1960年代にレゴによって、次にBILOfix社によって製造され、販売されました。BILOfixの名称は何度か変更されており、しばらくの間は、HANSEtecという名前を冠していた。 この名称の際、ボーネルンドが輸入販売をしていたため国内での呼称はHANSEtecの方が一般的に広まっている。

## 歴史
名前の「ビロ」の部分は、レゴとビロフィックスの発祥の地であるデンマークのビルンの頭文字3文字と、レゴとビロフィックスの創始者であり発明家でもあるオーレ・カーク・クリスチャンセンの頭文字を組み合わせたものである。  1960年にレゴ社が木のおもちゃの生産中止を決定した際、レゴ社の創業者オーレ・キアク・クリスチャンセンの息子であるカール・ゲオルグとゲルハルト（ゴッドフレッド・キアク・クリスチャンセンの兄弟）の2人は、レゴ社を離れ、デンマークのコリングにある新工場でビロフィックスを独立開業することを決意した。 